# Thomas Müller (Politiker, 1965)
Thomas Müller (geboren am 5. April 1965 in Neustrelitz) ist ein deutscher Politiker der Christlich Demokratischen Union Deutschlands (CDU). Er wurde im Mai 2025 zum Landrat des Landkreises Mecklenburgische Seenplatte gewählt.

## Leben
Müller legte im Jahr 1983 an der Erweiterten Oberschule in Neustrelitz das Abitur ab. Anschließend leistete er Wehrdienst in der Nationalen Volksarmee (NVA). Danach begann er ein Studium der Agrarwissenschaften an der Wilhelm-Pieck-Universität in Rostock, das er im Jahr 1990 mit dem Titel Diplomagraringenieur abschloss.
Ab 1990 war er als Produktionsleiter in der Landwirtschaftlichen Produktionsgenossenschaft (LPG) in Roggentin tätig, von 1991 bis 1998 war er Geschäftsführer der Roggentiner Marktfrucht- und Dienstleistungs GmbH. Anschließend war Müller bei der Milchland Wustrow Wesenberg GmbH tätig und parallel dazu als Vorstand für Produktion in der Agrargenossenschaft Wesenberg e. G. Im Jahr 2008 gründete er die Müller & Müller GbR.
Thomas Müller ist verheiratet. Das Ehepaar hat zwei Kinder.

## Politik
Müller ist Mitglied der Christlich Demokratischen Union Deutschlands (CDU).
Von 1990 bis 2014 war er Gemeindevertreter in Roggentin, ab 1994 auch 2. beziehungsweise 1. Stellvertreter des Bürgermeisters. Er gehörte von 2004 bis 2015 dem Amtsausschusses des Amts Mecklenburgische Kleinseenplatte an, dessen Amtsvorsteher er ab 2006 war. Von 2009 bis 2015 war er Mitglied im Kreistag Mecklenburg-Strelitz bzw. im Kreistag der Mecklenburgischen Seenplatte. In den Jahren 2014 und 2015 war Müller Stadtvertreter in Mirow und 1. stellvertretender Bürgermeister der Stadt. Er wurde im Jahr 2015 als Beigeordneter des Kreistages gewählt. 2016 wurde er 2. stellvertretender Landrat des Landkreises Mecklenburgische Seenplatte.
Er wurde im Mai 2025 bei der Landratswahl im Landkreis Mecklenburgische Seenplatte im zweiten Wahlgang (Stichwahl) mit 59,7 Prozent der Stimmen zum Landrat des Landkreises Mecklenburgische Seenplatte gewählt.